# Долина Динозаврів

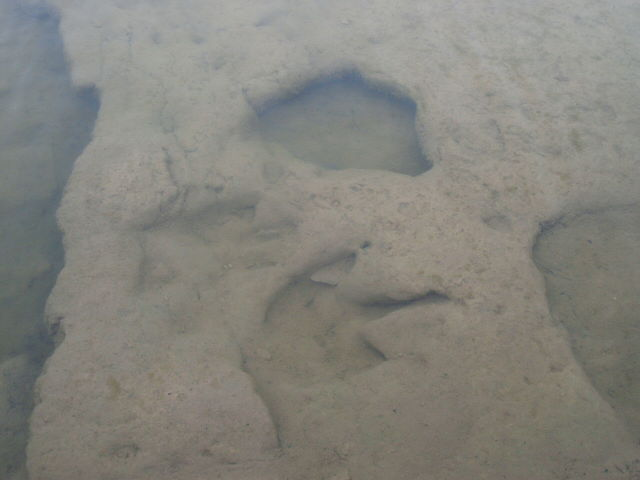
Сліди динозаврів у давній гірській осадовій породі на Пелексі-Рівер

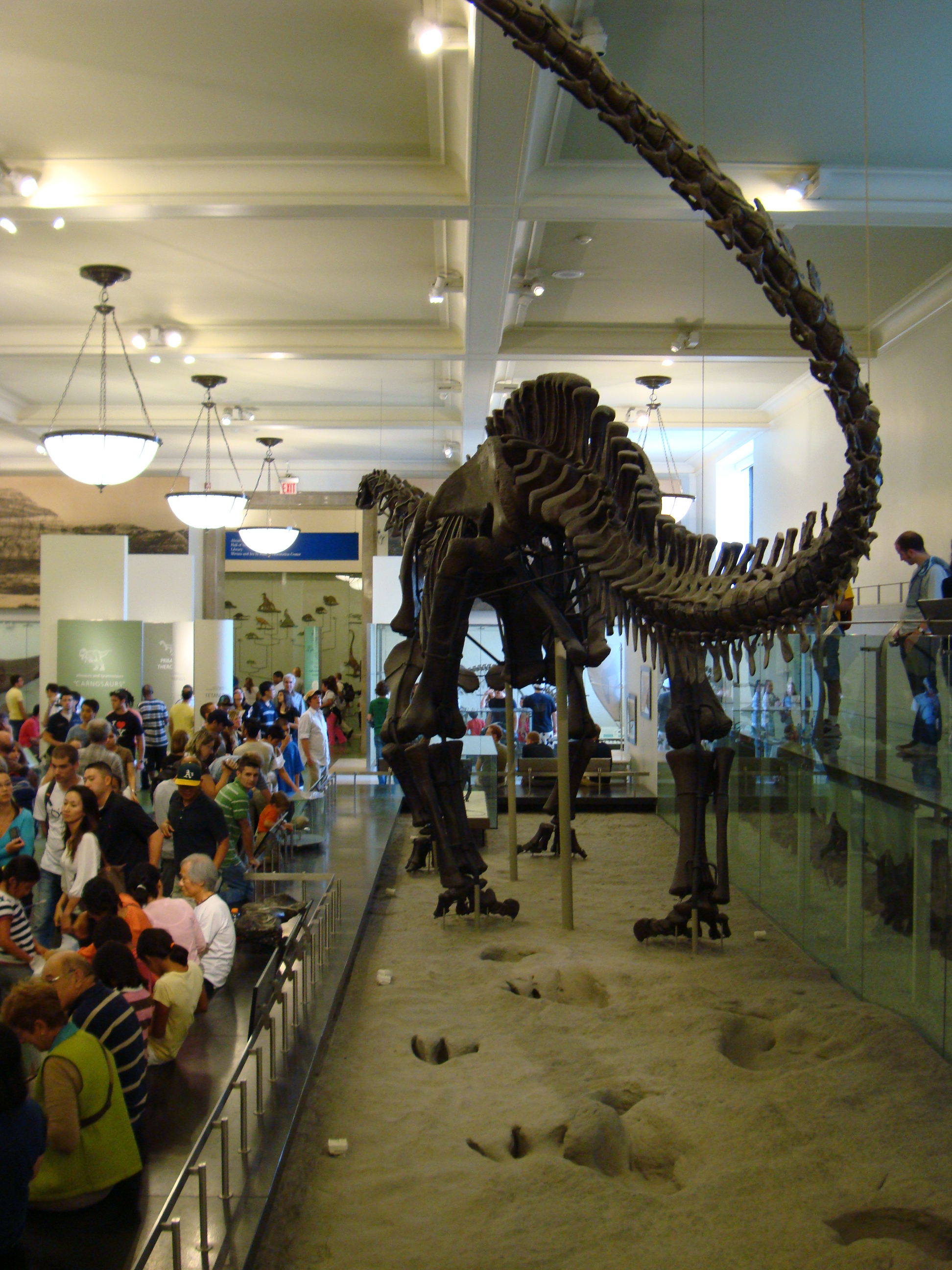
Глен Роуз теропод і завропод — реставрація скелета і слідів Apatosaurus, AMNH

32°15′05.36″ пн. ш. 97°49′06.10″ зх. д. / 32.2514889° пн. ш. 97.8183611° зх. д.
Долина Динозаврів — це державний парк в штаті Техас, США. Розташований на північний захід від міста Глен-Роуз в окрузі Сомервелл.
Площа парку 1524,72 акра. Землі для парку були придбані у приватних власників у рамках Державної програми парки облігацій в 1968 році та відкриті для публіки в 1972 році.
Породи сформували рельєф парку приблизно 113 мільйонів років тому. За останній мільйон років або близько того, ці шаруваті осадові породи були еродовані, розчленовані водами Пелексі-Рівер.
У Долині Динозаврів знайдені численні артефакти, що підтверджують перебування тут близько 110—120 млн років тому динозаврів. Зокрема сліди динозаврів на зцементованих осадових породах були знайдені в Глен-Роуз на початку 1908 року.
Поряд з містечком Глен-Роуз в Долині Динозаврів у давніх осадових гірських породах яким близько 113 млн років були виявлені сліди схожі на людські, що викликає велику кількість спорів як у наукових, так і навколонаукових колах.